# Biosidus
Biosidus es una compañía de biotecnología argentina fundada en 1983 por la farmacéutica Instituto Sidus, que en las últimas tres décadas ha desarrollado un negocio global en el suministro de biofármacos en Asia, África, Europa del Este y América Latina.
Biosidus cuenta con dos plantas de fabricación. La Planta Almagro, ubicada en la Ciudad Autónoma de Buenos Aires, está dedicada a actividades de I+D y a la producción de principios activos farmacéuticos, con capacidad productiva en fermentación bacteriana y cultivo celular masivo. Las operaciones de llenado aséptico, liofilización y empaque se llevan a cabo en la Planta Bernal, ubicada en las afueras de Buenos Aires.
Fue la primera compañía latinoamericana en producir proteínas recombinantes de uso terapéutico por fermentación bacteriana o cultivo celular masivo, contando a la fecha con ocho productos en el mercado local y de exportación, que incluyen hormona de crecimiento humana, eritropoyetina, factor estimulante de colonias de granulocitos, interferones alfa y beta, teriparatida. 
Otras líneas de investigación incluyen el desarrollo de terapia génica destinada al tratamiento de enfermedades cardiovasculares y de terneros clonados transgénicos para la obtención de proteínas recombinantes y también, para producción de alimentos funcionales.
En 2008 Biosidus recibió un reconocimiento de la Fundación Konex por su destacada labor en la década 1998-2007 en la Argentina, otorgándole un Diploma al Mérito.